# زبرجدی آتشین
زبرجدی آتشین (نام علمی: Topaza pyra) نام یک گونه از سرده زبرجدی است.